# قصريك عليا
قصريك عليا هي قرية في مقاطعة سلماس، إيران. يقدر عدد سكانها بـ 147 نسمة بحسب إحصاء 2016.